# San Pelayo (Álava)
San Pelayo es un despoblado que actualmente forma parte del concejo de Villaluenga, municipio de Ribera Alta, en la provincia de Álava, País Vasco (España).

## Historia
Documentado desde 1461, se sabe que estaba habitado desde al menos la época romana y se despobló a principios del siglo XX.
Actualmente sus tierras son conocidas con el topónimo de San Pelayo.